# Chakall

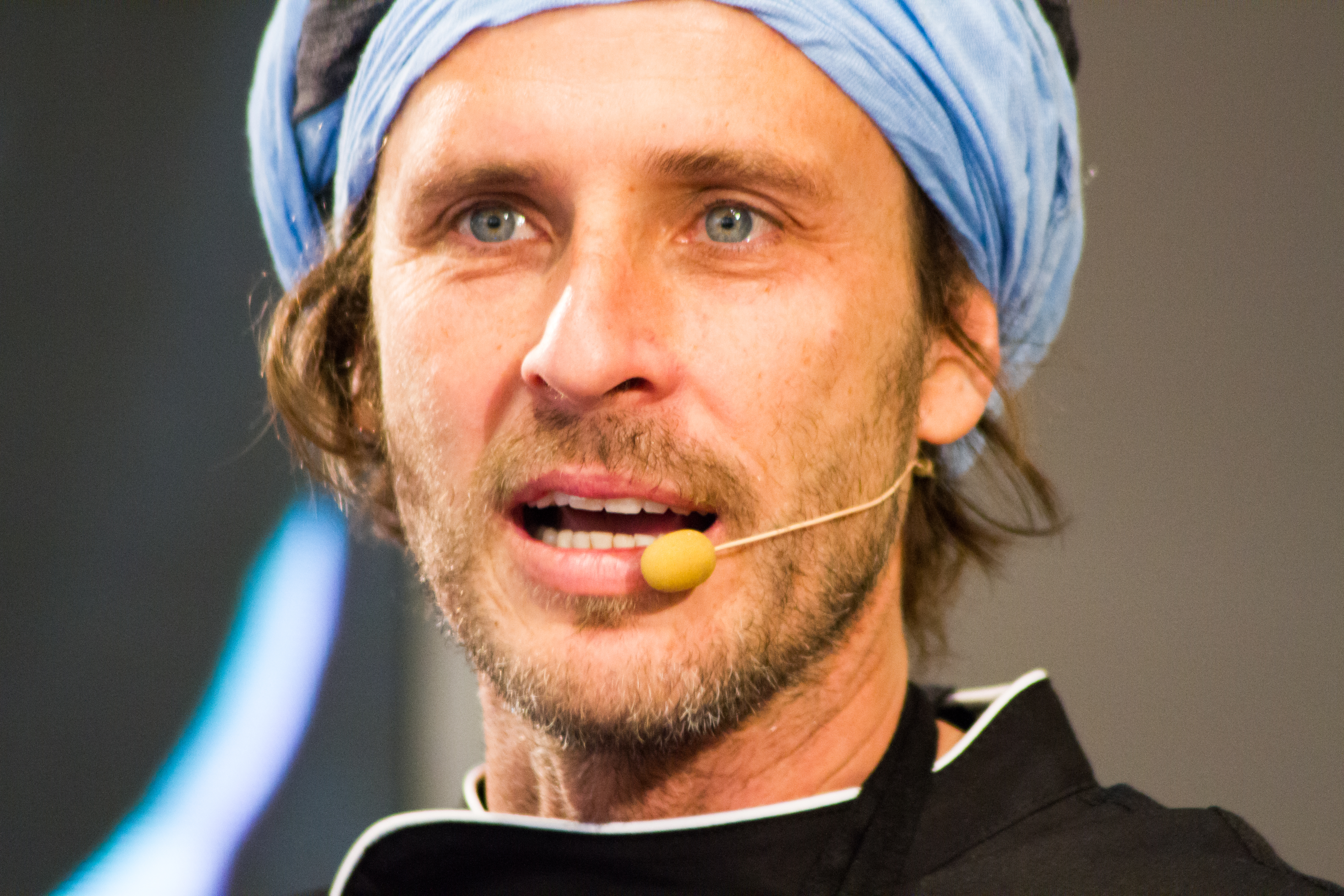
Chakall auf der Internationalen Funkausstellung 2015

Chakall (* 5. Juni 1972 in Tigre bei Buenos Aires; eigentlich Eduardo Andrés Lopez) ist ein argentinischer Koch, Kochbuchautor und Fernsehkoch.

## Leben
Chakall hat galicische, deutsch-schweizerische, französisch-baskische, italienische und argentinische Vorfahren und Verwandte.
Er wuchs für argentinische Verhältnisse relativ wohlhabend auf. Seine Mutter war Köchin in einem Restaurant in Buenos Aires. Er studierte Journalismus an der Universität von Salvador. Nebenbei arbeitete er als Journalist bei der Tageszeitung El Cronista in Buenos Aires. Danach schrieb er für das Musikmagazin Rolling Stone Musikkritiken. Schon in frühen Jahren reiste er viel in der Welt umher. So reiste er beispielsweise nach Afrika, um die dortige Küche kennenzulernen. Dort entdeckte er den für ihn typischen Turban, der die Kochmütze ersetzte.
Insgesamt war er schon in über 90 Ländern. In Lissabon und in Porto betreibt er Restaurants, und er ist Inhaber eines Catering-Services. In Portugal moderiert er außerdem eine Fernsehkochsendung. Bekanntheit in Deutschland erlangte er durch sein Buch Chakall kocht, das den Gourmand World Cookbook Award 2010 in der Kategorie „Bestes Kochbuch eines TV-Kochs“ gewann, und Auftritte in der Kochsendung Lanz kocht! Chakall tritt auch in Kochsendungen des chinesischen Fernsehens auf und veranstaltet in größeren Städten Live-Kochshows. Chakall hat im Februar 2013 ein argentinisches Restaurant in Berlin-Schöneberg eröffnet. Gemeinsam mit Frank Buchholz und Tarik Rose ist er seit August 2013 in der Sendung Beef Buddies auf ZDFneo zu sehen. Seit dem 9. März 2018 nahm er an der 11. Staffel der RTL-Show Let’s Dance teil und belegte den 11. Platz.

### Privat
Den Spitzname „Chakall“ hat ihm nach eigenen Angaben seine Mutter als Kind gegeben, da sie ihn mit einem Schakal verglich. Chakall, der sich als Kosmopolit bezeichnet, spricht Spanisch, Englisch, Französisch, Portugiesisch, Deutsch, Italienisch und etwas Arabisch. Chakall  hat vier Kinder. Er lebt derzeit in Lissabon.

## Bewertungen
Sein Buch Chakall kocht gewann 2010 den Gourmand World Cookbook Award für das beste Kochbuch.

## Werke
- Cozinha Divina (Göttliche Küche). portugiesisch, Oficina do Livro 2009
- Quatro Estações (Vier Jahreszeiten). portugiesisch, Oficina do Livro 2010
- Chakall kocht. Schnelle Rezepte für gute Laune. Dorling Kindersley, München 2010 ISBN 3-8310-1750-6
- Sudaka by Chakall. Dorling Kindersley, München 2015
- Tenneker by Hornbach. Dorling Kindersley, München 2016

## Fernsehauftritte
- 2008: Sabores Divinos[9]
- 2010–2012: Chakall e Púlga[10] (Chakall und Pulga, deutsche Ausstrahlung auf Bon Gusto)
- 2010: Kitchen on the Silk Road[11]
- 2011:  Walking Chopsticks[12]
- 2011: Lanz kocht![13]
- 2013–2014: Com uma Pitada de.......[14]
- 2013–2015: Beef Buddies
- 2014–2015: Chakall na Quinta[15]
- 2017: Chakall y Mangú
- 2018: Let’s Dance[16]
- 2018: Frescos à Prova[17]